# Muerto de risa (película)
Muerto de risa es una película de comedia peruana de 2023 escrita, dirigida y coproducida por Gonzalo Ladines. Protagonizada por César Ritter y Gisela Ponce de León acompañados de Gianfranco Brero, Giselle Collao, Daniel Menacho, Job Mansilla, Hernán Romero y Gabriela Velásquez. La película trata sobre un presentador de un programa de entrevistas que, tras la muerte de su padre, pierde el sentido del humor y busca recuperarlo.

## Sinopsis
Javi Fuentes es el presentador del programa de entrevistas más famoso del país, su humor se basa en burlarse de los demás. Cuando muere su padre, Javi pierde el sentido del humor y es reemplazado por un odioso influencer. Para recuperar su espectáculo, Javi decide contratar a Alfonsina, una alcohólica rehabilitada que intentará enseñarle a reírse de sí mismo y no de los demás.

## Reparto
- César Ritter como Javi Fuentes
- Gisela Ponce de León como Alfonsina
- Hernán Romero como El papá de Javier
- Esteban Recagno como Mario
- Gabriela Velásquez como Esther
- Giselle Collao como Vero
- Gianfranco Brero como Gerardo
- Daniel Menacho como Chucky-Di
- Job Mansilla como Dulfi
- Ricardo Combi como Tommy Chianti
- Knella como comediante Knella
- Jimena Peña Vaca como comediante Jimena "La Piraña"
- Hectod como comediante Hectod
- Victor Apeña como comediante Victor
- Hellen "Pelen" Tello asistente de Vero
- Steve Espinoza como técnico del canal

## Producción

### Financiación
A finales de 2018 ganó un estímulo económico de 675 000 soles otorgado por la Dirección de Audiovisuales, Fonografía y Nuevos Medios (DAFO) del Ministerio de Cultura del Perú para iniciar la producción de la película. El 22 de febrero de 2022, el director de la película, Gonzalo Ladines, abrió una campaña de crowdfunding en Joinnus para terminar de producir su película.

### Filmación
La fotografía principal comenzó el 1 de julio de 2022 en Perú.

## Lanzamiento
Muerto de risa tuvo su estreno mundial el 11 de agosto de 2023 en la sección Hecho en Perú del 27.ª edición del Festival de Cine de Lima. Su estreno comercial estaba previsto para el 23 de noviembre de 2023 en salas peruanas, pero se retrasó para el 4 de enero de 2024.

## Premios y reconocimientos
| Año  | Premio / Festival                         | Categoría              | Destinatario     | Resultado | Ref.          |
| ---- | ----------------------------------------- | ---------------------- | ---------------- | --------- | ------------- |
| 2023 | 27.ª edición del Festival de Cine de Lima | Premio del Público     | Muerto de risa   | Nominada  | [ 14 ] [ 15 ] |
| 2024 | Premios APRECI al cine peruano 2023       | Mejor guion            | Gonzalo Ladines  | Nominado  | [ 16 ]        |
| 2024 | Premios APRECI al cine peruano 2023       | Mejor actor            | César Ritter     | Nominado  | [ 16 ]        |
| 2024 | Premios APRECI al cine peruano 2023       | Mejor actor de reparto | Gianfranco Brero | Nominado  | [ 16 ]        |